# Église Santa Maria Assunta (Montecatini Terme)
La basilique de Santa Maria Assunta est située à Montecatini Terme, dans la province de Pistoia, diocèse de Pescia. Elle est dédiée à l'Assomption de Marie. 

## Histoire
Située au 31 Piazza del Popolo à Montecatini Terme, l'église Santa Maria Assunta a été conçu par Raffaello Fagnoni (it) en collaboration avec Pierluigi Spadolini (it), Mario Negri (it) et Alfonso Stocchetti (it). Elle a un plan en forme d'étoile. Les travaux ont commencé le 21 juillet 1957 et l'inauguration a eu lieu le 29 septembre 1962. L'église Santa Maria Assunta est consacrée le 13 août 1988 par l'évêque Giovanni Bianchi. 
Pour l'ériger, on a préalablement détruit l'église néoclassique de Luigi de Cambray Digny construite entre 1822 et 1833 et nommée paroisse le 15 juillet 1912. L'édifice d'origine était précédé d'une simple façade blindée par un portique ionique et éclairée par une fenêtre semi-circulaire de dérivation thermique. Ce qui reste de l'ancien pronaos de l'église de Cambray Digny, grâce à une intervention convenue entre l'administration communale (le maire Ettore Severi) et le Lions Club, est visible dans le parc de la Villa Forini Lippi (it).
La nouvelle église a été élevée au rang de basilique mineure par le pape Jean-Paul II le 25 septembre 1988.

## Description
L'église, dotée d'un clocher agile et élancé, a un plan octogonal et quatre chapelles sur les côtés du presbytère sur lesquelles s'élève la lanterne à toit en forme de dôme. La construction est puissante pour les structures porteuses en béton armé et aussi élégante pour son revêtement en travertin.
À l'intérieur, les vitraux du peintre Giorgio Scalco et, au fond du presbytère, le Crucifix du sculpteur florentin Sauro Cavallini (it).

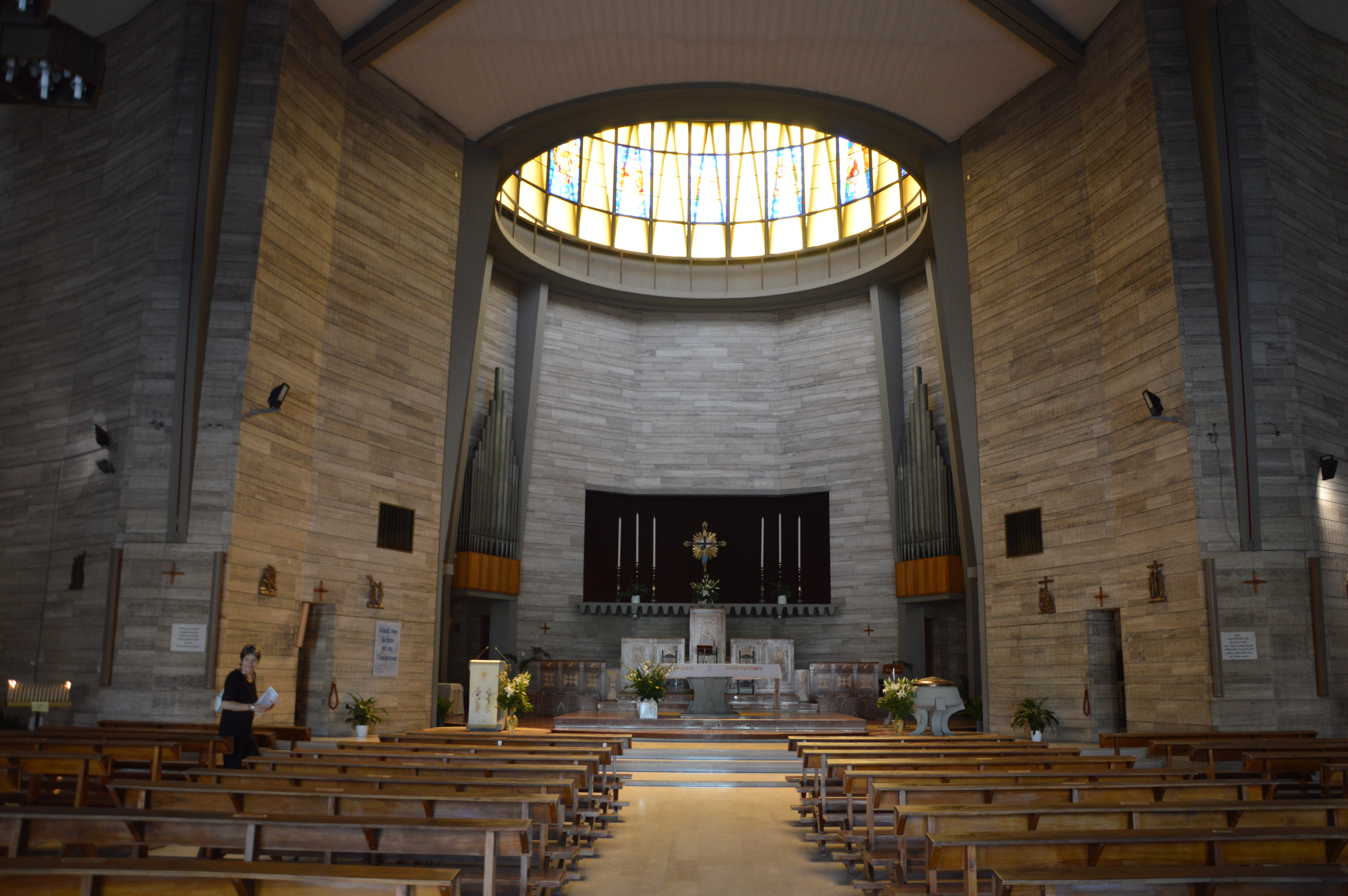
L'intérieur
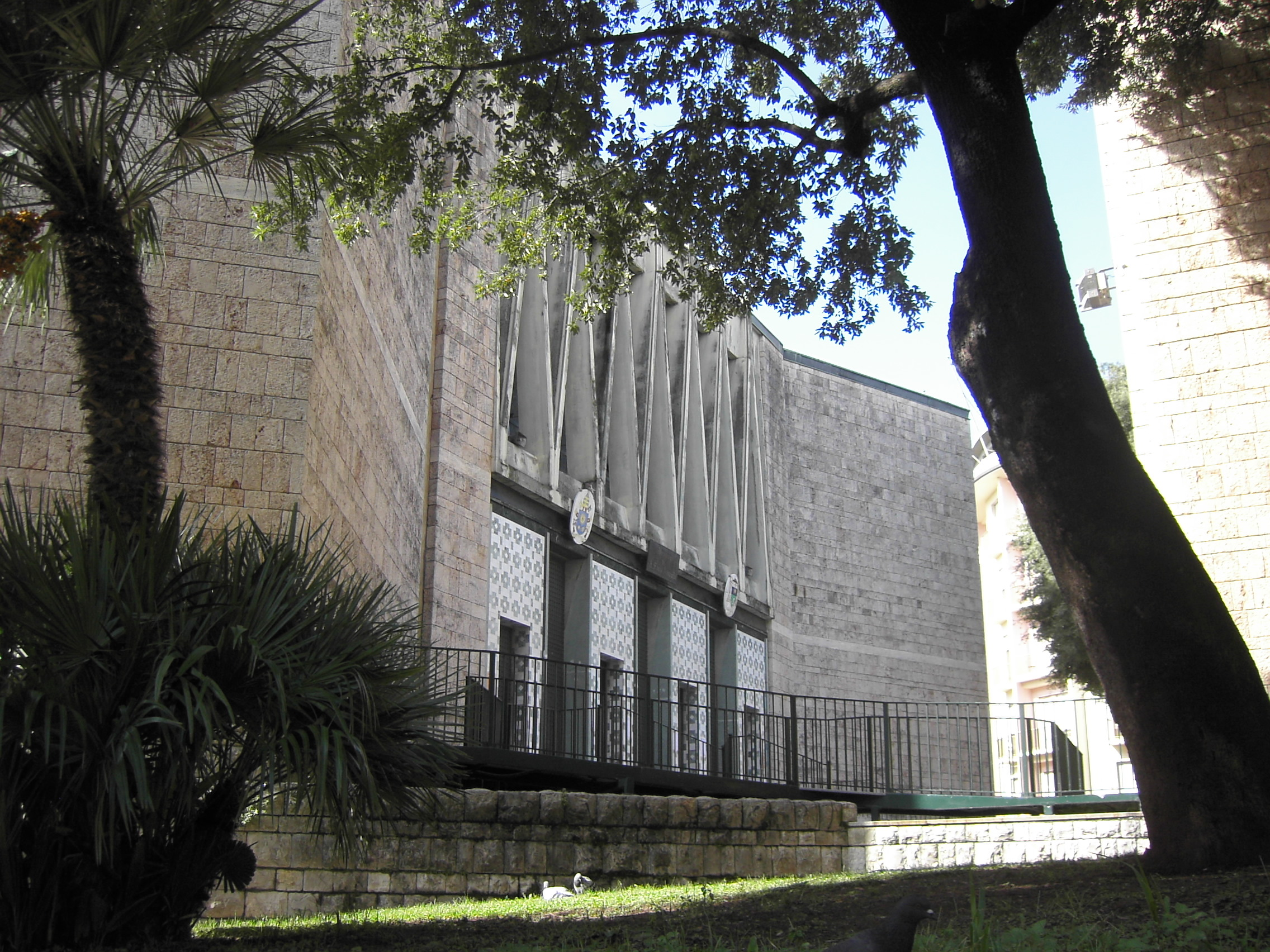
La façade
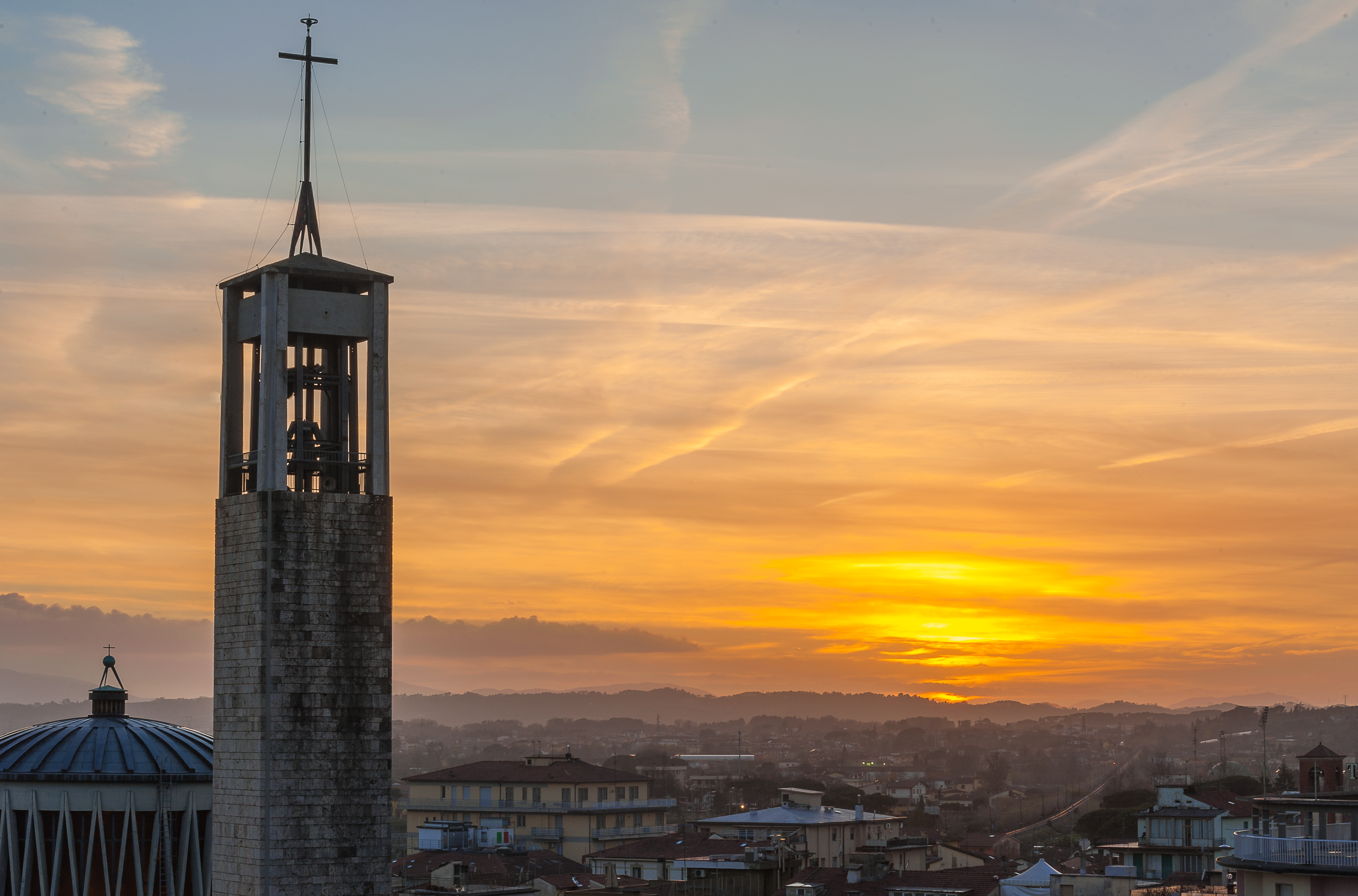
Le clocher
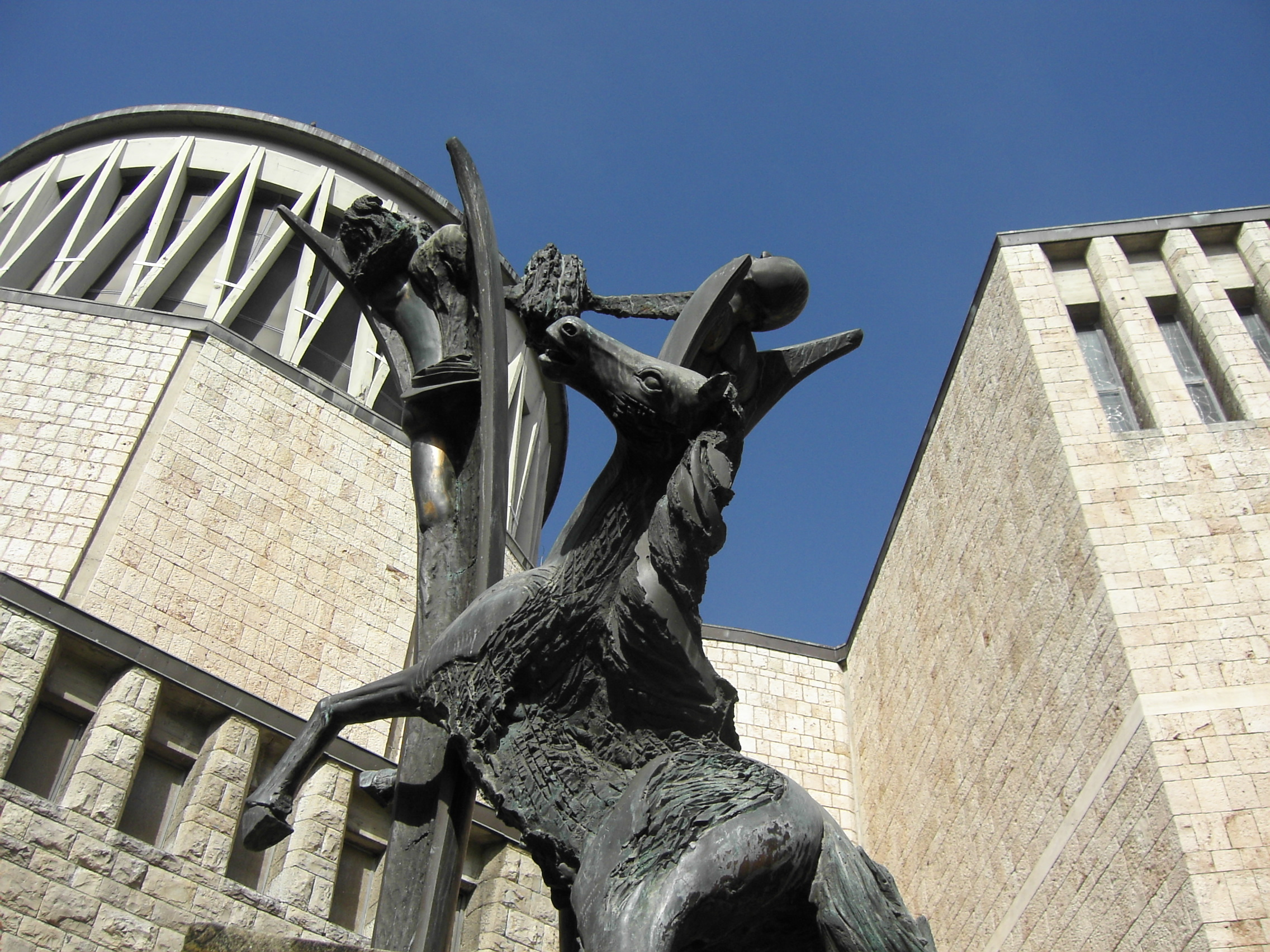
Un détail extérieur de l'église
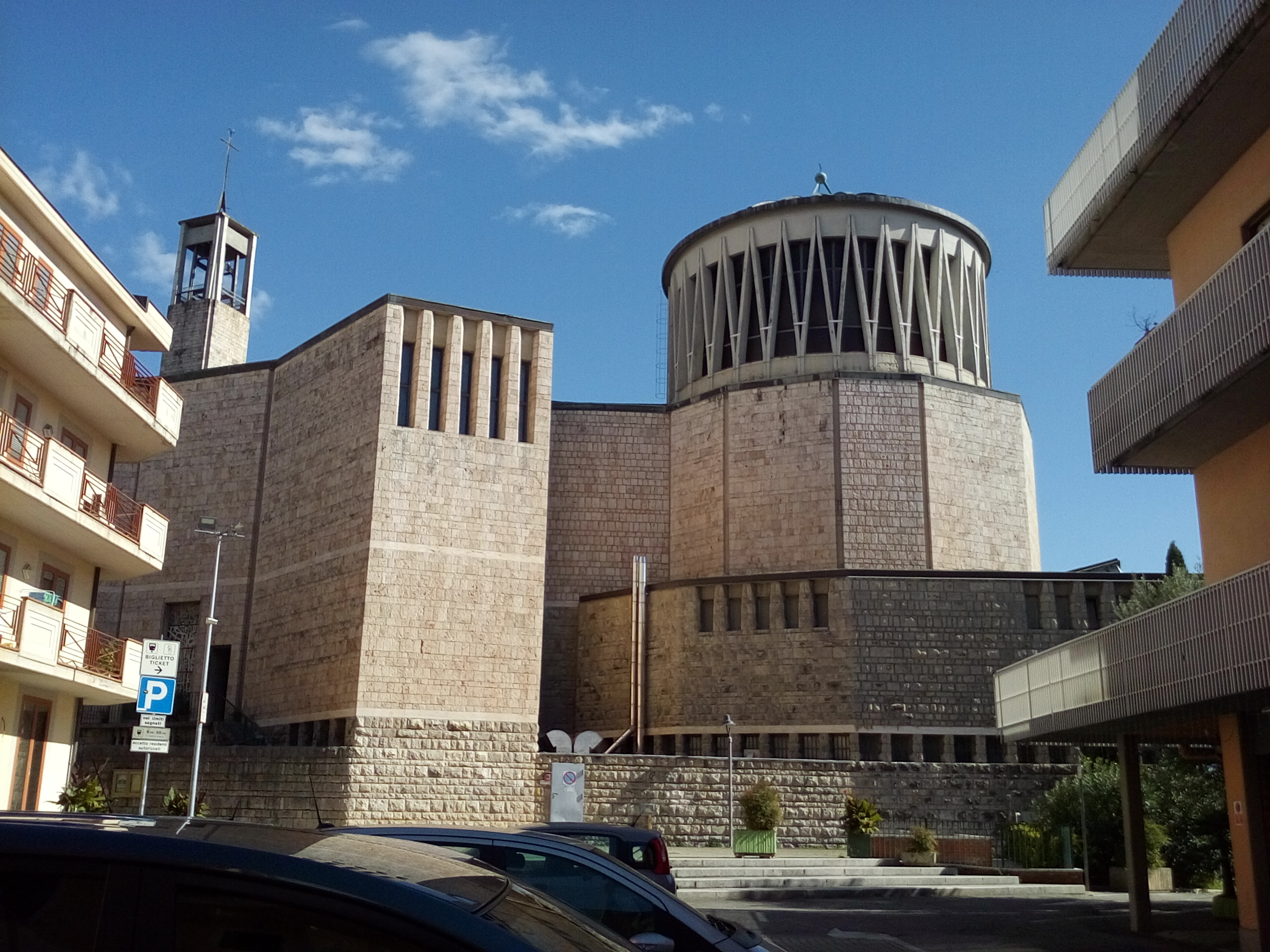
Le côté de l'église.